# Élisabeth Renaud
Pour les articles homonymes, voir Renaud (homonymie).
Élisabeth Renaud, née le 8 août 1846 à Seloncourt (Doubs) et décédée le 15 octobre 1932 dans le 13e arrondissement de Paris, est une institutrice, féministe et une militante socialiste française.

## Biographie

### Jeunesse et famille
Née le 8 août 1846 dans le Doubs, Élisabeth Renaud est issue d'un milieu ouvrier et protestant. En 1870, elle obtient le brevet de capacité de l'académie de Besançon grâce à son emploi à l’usine Japy. Elle devient ensuite gouvernante dans une famille aristocrate de Saint-Pétersbourg.
En 1881, elle se marie avec un imprimeur qui meurt en 1886, la laissant veuve avec ses deux enfants. Elle enseigne alors le français à des étrangers.

### Débuts politiques
Élisabeth Renaud participe en mai 1897 à une réunion guesdiste et en juillet de la même année au congrès national du Parti ouvrier français. La même année, elle devient déléguée aux congrès allemaniste et guesdiste, puis adhère aux jauressistes l'année suivante.

### Féminisme
Dans L’Humanité nouvelle de mars et avril 1898, elle écrit un article sur « La Femme au XXe siècle » à partir d’une conférence qu’elle donne le 28 octobre 1897. Elle y affirme, par exemple, que :

« Les féministes dignes de ce nom travaillent à la résolution de la question sociale en mettant la femme, que des siècles d’une éducation déprimante ont infériorisée, en état de prendre sa place dans une société nouvelle. »

 En 1899, Louise Saumoneau et Élisabeth Renaud créent le Groupe féministe socialiste (GFS) (ou groupe des Féministes socialistes) à la suite du décès d’Aline Valette. Le manifeste du GFS est signé par quatre femmes, toutes issues de milieux modestes, qui associent leurs métiers à leur nom : Louise Saumoneau (couturière), Elisabeth Renaud (institutrice), Estelle Mordelet et Florestine Malseigne (confectionneuses). Celui-ci témoigne de la « double oppression » subie par les femmes, expliquant que celles-ci sont exploitées par le capitalisme et légalement assujetties aux hommes. En septembre 1899, en pleine affaire Dreyfus, ce groupe milite en faveur d’Alfred Dreyfus.
Elle milite ensuite à la Ligue française pour le droit des femmes. Elle se présente à Vienne dans la deuxième circonscription de l'Isère aux Élections législatives françaises de 1910 avec le soutien de la Fédération féministe universitaire sous l'étiquette SFIO, puis à Paris du côté de l'Odéon aux Municipales de 1912.
Elle fait partie du Groupe des femmes socialistes, mais en est écartée du poste de secrétaire, puis quitte la SFIO pour fonder le parti ouvrier avec Jean Allemane et écrit dans La Lutte de classe et Le Cri du Peuple, mais le parti disparaît avant la Première Guerre mondiale.

### Descendance et mort
Sa fille, Émilie Baduel, devient institutrice et se marie en avril 1908 avec Léo Guesde.
Élisabeth Renaud meurt le 15 octobre 1932 à Paris.